# Lucia Mendonça Previato
Lucia Mendonça Previato (Maceió, 1949) é uma bióloga brasileira, professora titular de microbiologia da Universidade Federal do Rio de Janeiro. Ela recebeu o prêmio L'Oréal-UNESCO para Mulheres na Ciência, em 2004, por sua pesquisa na prevenção da doença de Chagas.

## Biografia
Lucia Mendonça Previato nasceu em 1949, em Maceió, mudou-se com a família para o Rio de Janeiro aos 5 anos de idade. Formou-se pela Universidade Santa Úrsula em 1971 e obteve seu Doutorado na Universidade Federal do Rio de Janeiro em Microbiologia e Imunologia, em 1976.
Em sua pesquisa, Previato e sua equipe descobriram o mecanismo que permite que o Trypanosoma cruzi, o protozoário transmissor da doença de Chagas, burle o sistema imunológico ao infectar um organismo humano.  Essa descoberta lhe rendeu o Prêmio L'Oreal para Mulheres na Ciência em 2004.  Ela também recebeu o Prêmio TWAS em Biologia e a Ordem Nacional do Mérito Científico (comendadora) em 2002.